# Прелеснянський
Прелесня́нський — пасажирська зупинна залізнична платформа Лиманської дирекції Донецької залізниці.
Розташована за декілька кілометрів від с. Прилісне та Троїцьке, Краматорського району, Донецької області на лінії Слов'янськ — Лозова між станціями Шидловська (7 км) та Бантишеве (5 км).
Станом на початок 2016 р. через платформу слідують приміські електропоїзди, проте не зупиняються.